# قلعه حاجی‌گنج
قلعه حاجی‌گنج که به نام قلعه خزیرپور نیز شناخته می‌شود، در محله حاجی‌گنج نارایان‌گنج، بنگلادش، در ساحل غربی شیتالکشیا واقع شده است.

## تاریخچه
تاریخ دقیق قلعه حاجی‌گنج نامشخص است اما ممکن است کمی پس از تأسیس مرکز گورکانیان در داکا، توسط صوبه‌دار اسلام خان ساخته شده باشد.